# Distretto di Boğazkale
Il distretto di Boğazkale (in turco Boğazkale ilçesi) è uno dei distretti della provincia di Çorum, in Turchia.